# 五十嵐冷蔵
五十嵐冷蔵株式会社（いがらしれいぞう、英文名称IGARASHI REIZO CO.,LTD）は、京浜地区に冷凍倉庫を保有する倉庫会社。運送業、冷凍食品の販売、シーフードレストランの経営なども行っている。

## 事業内容
- 倉庫事業 - 東京の芝浦・平和島・大井埠頭・城南島、神奈川県川崎市の東扇島、埼玉県の上尾市・日高市などに拠点を有する。
- 運送事業 - 低温輸送を中心とし、一般積合せやサード・パーティー・ロジスティクス(3PL)等も手がける。
- 食品事業 - 子会社を通じて水産加工品や冷凍野菜などの製造を行い、外食産業やホテル、スーパーマーケットなどに販売している。
- 外食事業 - 1988年に、つばめグリルとの合弁で、本社のある芝浦2丁目にシーフードレストランYumYumを開設。2002年6月からは五十嵐冷蔵の直営となっている。

## 沿革
- 1922年 - 初代社長五十嵐與助により「日米水産株式会社」として設立され、北洋における鱈漁業及び同製品の卸小売りを目的とする。漁場は北千島カムチャツカ沿岸及びベーリング海で根拠地を幌筵島加熊別に置く。
- 1927年 - 冷蔵倉庫業の兼業を開始。
- 1941年 - 「五十嵐水産株式会社」と社名変更。漁業部門は帝国水産統制株式会社に統合され、冷蔵倉庫業専業となる。
- 1948年 - 「五十嵐冷蔵株式会社」と社名変更。
- 1955年 - 食品加工販売を再開。鱈及び冷凍食品の加工販売を行う。
- 1988年 - レストラン「YumYum」開店。